# Il viaggio (Silvia Mezzanotte)
Il viaggio è l'album di debutto della cantante pop italiana Silvia Mezzanotte, ex componente dei Matia Bazar. È stato pubblicato il 26 maggio 2006 dall'etichetta discografica Edel Music.

## Tracce
1. Parole d'amore
2. Tu sei già poesia
3. Bellezza buttata via
4. Tanto tanto amor
5. L'amore non perdona
6. Io si
7. Giura adesso
8. Il viaggio

## Formazione
- Silvia Mezzanotte – voce
- Saverio Grandi – tastiera, chitarra acustica
- Fabrizio Foschini – tastiera, pianoforte
- Goran Kuzminac – chitarra acustica
- Paolo Gialdi – basso
- Riccardo Galardini – chitarra acustica, chitarra elettrica
- Cesare Chiodo – basso
- Massimo Pacciani – batteria
- Danilo Bastoni – tastiera
- Gianni Salvatori – chitarra
- Valentino Manni – batteria
- Vincenzo Irelli – tastiera, pianoforte
- Fabrizio Mandolini – sassofono soprano